# Mauritius International 2015
Die Mauritius International 2015 im Badminton fanden als offene internationale Meisterschaften von Mauritius vom 11. bis zum 14. Juni 2015 in Beau Bassin-Rose Hill statt.

## Austragungsort
- Stadium Badminton Rose Hill, National Badminton Centre, Duncan Taylor Street

## Sieger und Platzierte
| Disziplin    | Gold                                   | Silber                          | Bronze                                 |
| ------------ | -------------------------------------- | ------------------------------- | -------------------------------------- |
| Herreneinzel | Kevin Cordón                           | Luka Wraber                     | Aditya Joshi                           |
| Herreneinzel | Kevin Cordón                           | Luka Wraber                     | Maxime Moreels                         |
| Dameneinzel  | Nanna Vainio                           | Airi Mikkelä                    | Kate Foo Kune                          |
| Dameneinzel  | Nanna Vainio                           | Airi Mikkelä                    | Ebru Yazgan                            |
| Herrendoppel | Shlok Ramchandran Sanyam Shukla        | Andries Malan Willem Viljoen    | Deeneshsing Baboolall Christopher Paul |
| Herrendoppel | Shlok Ramchandran Sanyam Shukla        | Andries Malan Willem Viljoen    | Jonathan Solís Rodolfo Ramírez         |
| Damendoppel  | Negin Amiripour Soraya Aghaei Hajiagha | Grace Gabriel Ogar Siamupangila | Doha Hany Hadia Hosny                  |
| Damendoppel  | Negin Amiripour Soraya Aghaei Hajiagha | Grace Gabriel Ogar Siamupangila | Kate Foo Kune Yeldi Louison            |
| Mixed        | Andries Malan Jennifer Fry             | Sahir Edoo Yeldi Louison        | Aatish Lubah Kobita Dookhee            |
| Mixed        | Andries Malan Jennifer Fry             | Sahir Edoo Yeldi Louison        | David Obernosterer Elisabeth Baldauf   |